# Piet Oudolf
Piet Oudolf (Haarlem, 27 de octubre de 1944) es un arquitecto paisajista holandés.

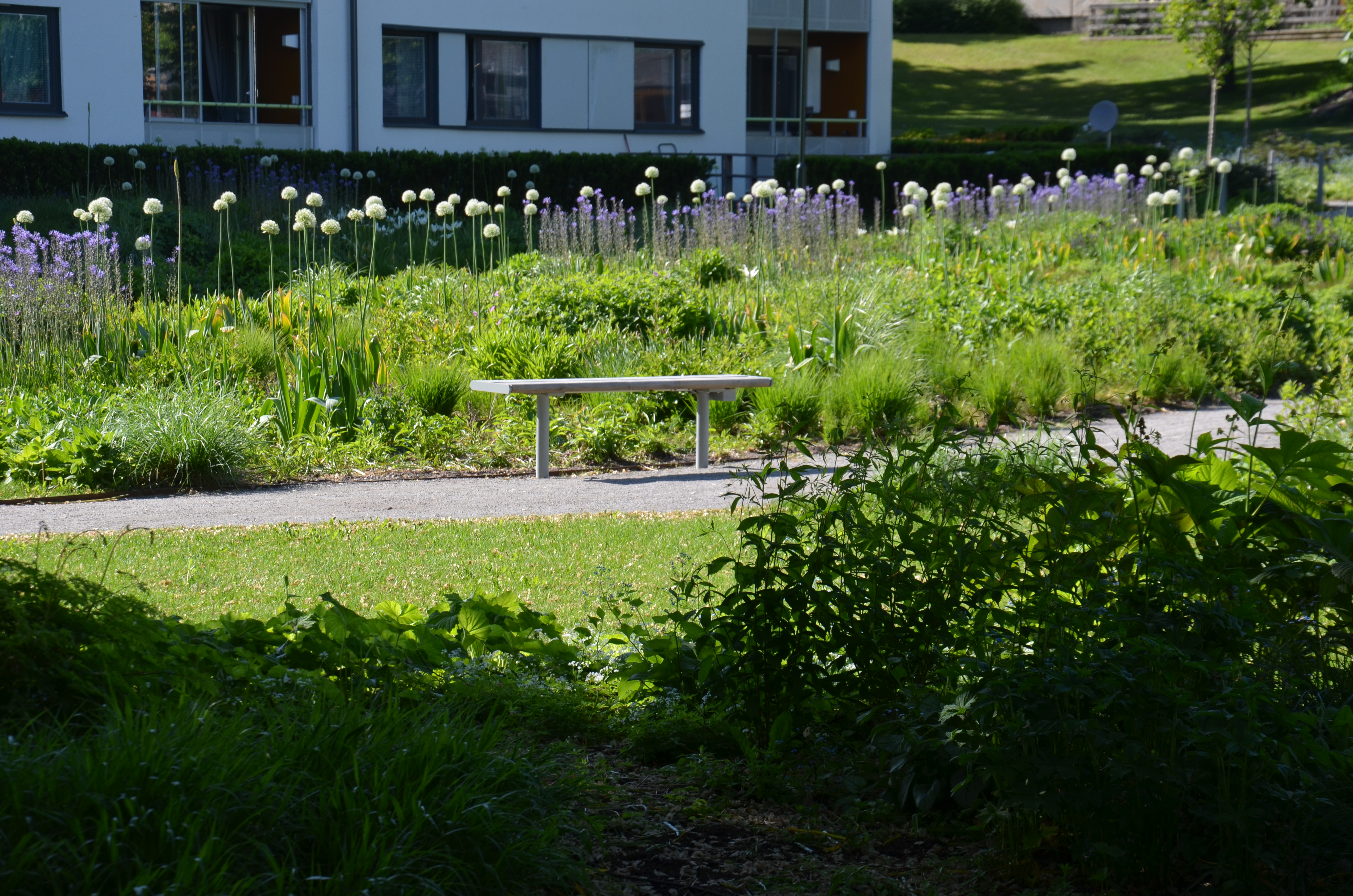
El parque en Skärholmen, Estocolmo

## Trayectoria
Piet Oudolf trabajó originalmente en el Restaurante de sus padres como camarero y barman, más tarde, como vendedor, y como trabajador en una acería. A la edad de 25 años, comenzó a trabajar y diseñar jardines. En 1977 fundó junto con su esposa, Anja en Haarlem una Empresa de Jardinería y la empresa Future Plants, de plantas ornamentales de parques y espacios verdes. Una visita a Beth Chatto en Essex le animó, a fundar una empresa de proyectos de jardinería .
Inició su carrera cuando plantó su jardín en Hummelo, en Holanda en 1982. Estaba en la vanguardia del espíritu de los tiempos y desarrolló una experiencia mundialmente famosa con su esposa Anja en su propio jardín en Hummelo en Gelderland, De Koesterd. Las plantas provenían en primer lugar, de Ernst Pagels en la Frisia oriental y de Beth Chatto. Más tarde las de un agricultor local eran explotados y acumuló semillas de plantas de los Balcanes.
La empresa se cerró el 15 de noviembre de 2010. Desde entonces, solo trabaja como diseñador de jardines. Oudolf vivió temporalmente con su esposa en una granja de la década de 1850, que renovaron. Vive (desde 2014) en Hummelo, a 30 km al oeste de Arnhem.

## Estilo

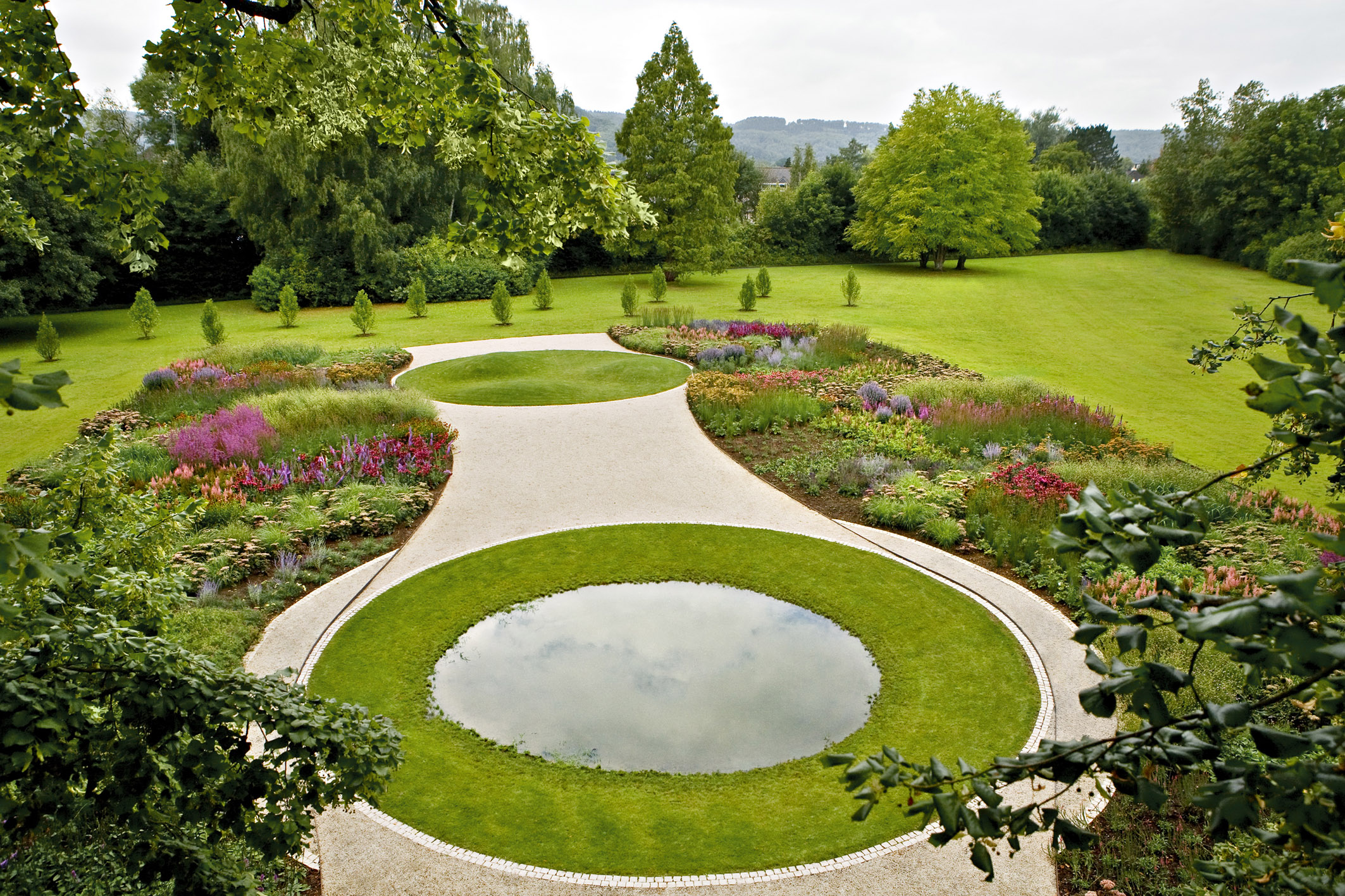
Gräflicher Jardín en Bad Driburg

Originalmente, Oudolf estuvo fuertemente influenciado por Mien Ruys, pero en 1990 adoptó un estilo más natural. Las plantaciones de las praderas del estilo de América del Norte de Wolfgang Oehme y los jardines ecológicos fueron su inspiración. Entre los diseñadores de jardines que lo han influenciado, Oudolf nombró sobre todo a Karl Foerster, pero también a Rob Leopold, Henk Gerritsen, Cassian Schmidt y Dan Pearson.

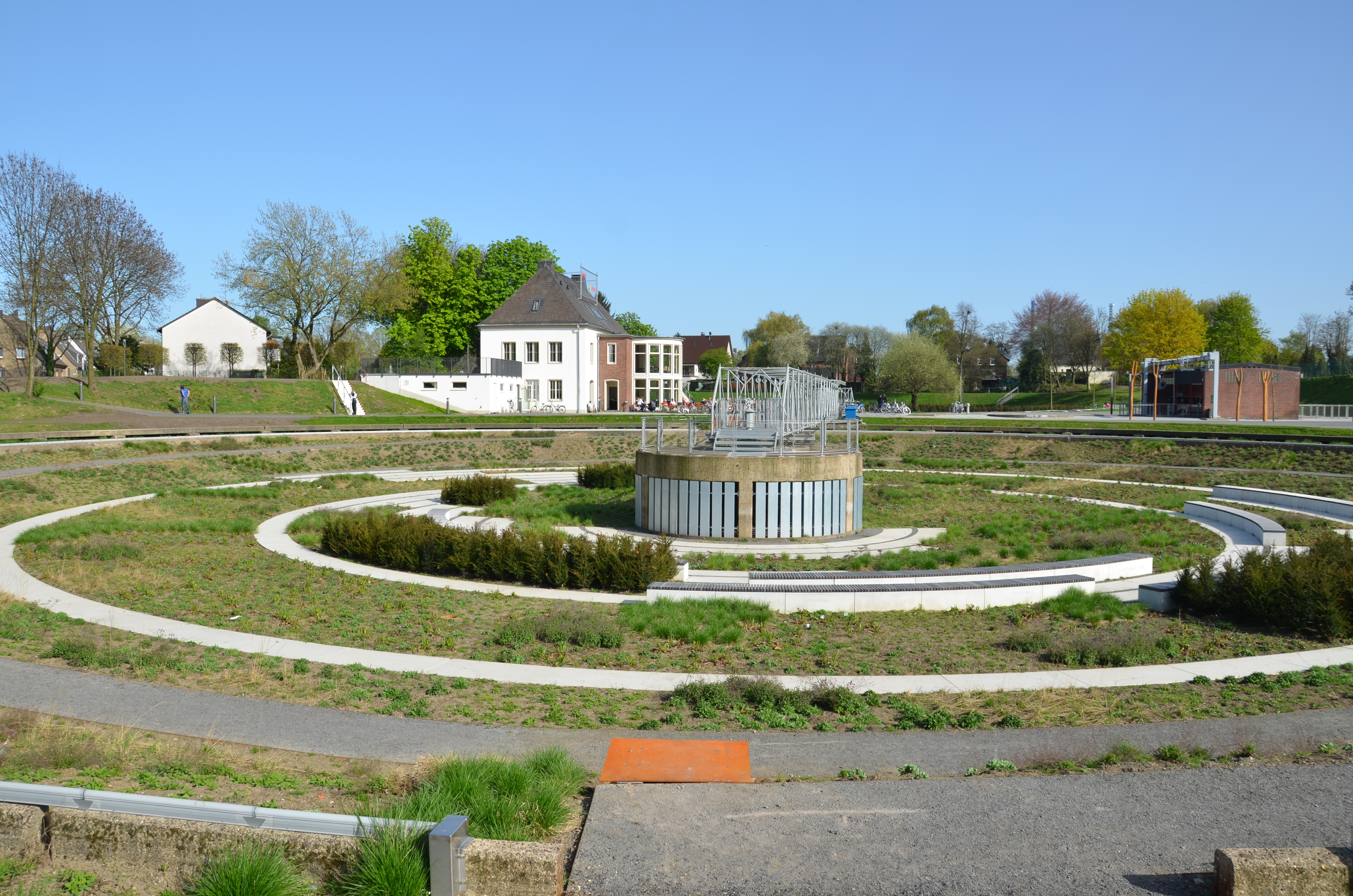
Berne Park en Ebel en Bottrop-Sur en el terreno de una antigua planta de tratamiento

El jardín de Hesmerg se encuentra en la transición entre el estilo temprano y posterior de Oudolf. Su estilo actual se describe como "Nuevo Naturalismo". Cita la "Enciclopedia de pastos para paisajes habitables" de Rick Darke como su libro favorito. John Brookes lo ubica en la tradición de Karl Foersters.
Oudolf utiliza principalmente hierbas y plantas perennes en sus jardines. Los pastos traen espontaneidad y salvajismo al jardín. Él no ve un jardín como una decoración, sino como un proceso. Se supone que sus jardines funcionan todo el año, incluso en invierno. En general, sus jardines son mejores a fines del verano y en otoño. Por lo tanto, las plantas perennes con cabezas de semillas grandes se plantan preferentemente y no se recortan en el otoño, y la descomposición de las plantas sirve como elemento de diseño. Las plantas con flores no están necesariamente en primer plano, pero Oudolf concede una gran importancia a los colores coordinados. Aunque Oudolf considera que los colores son menos importantes que la estructura, sus jardines son generalmente reconocibles por las combinaciones características de púrpura, morado y naranja, así como los diferentes tonos de marrón.

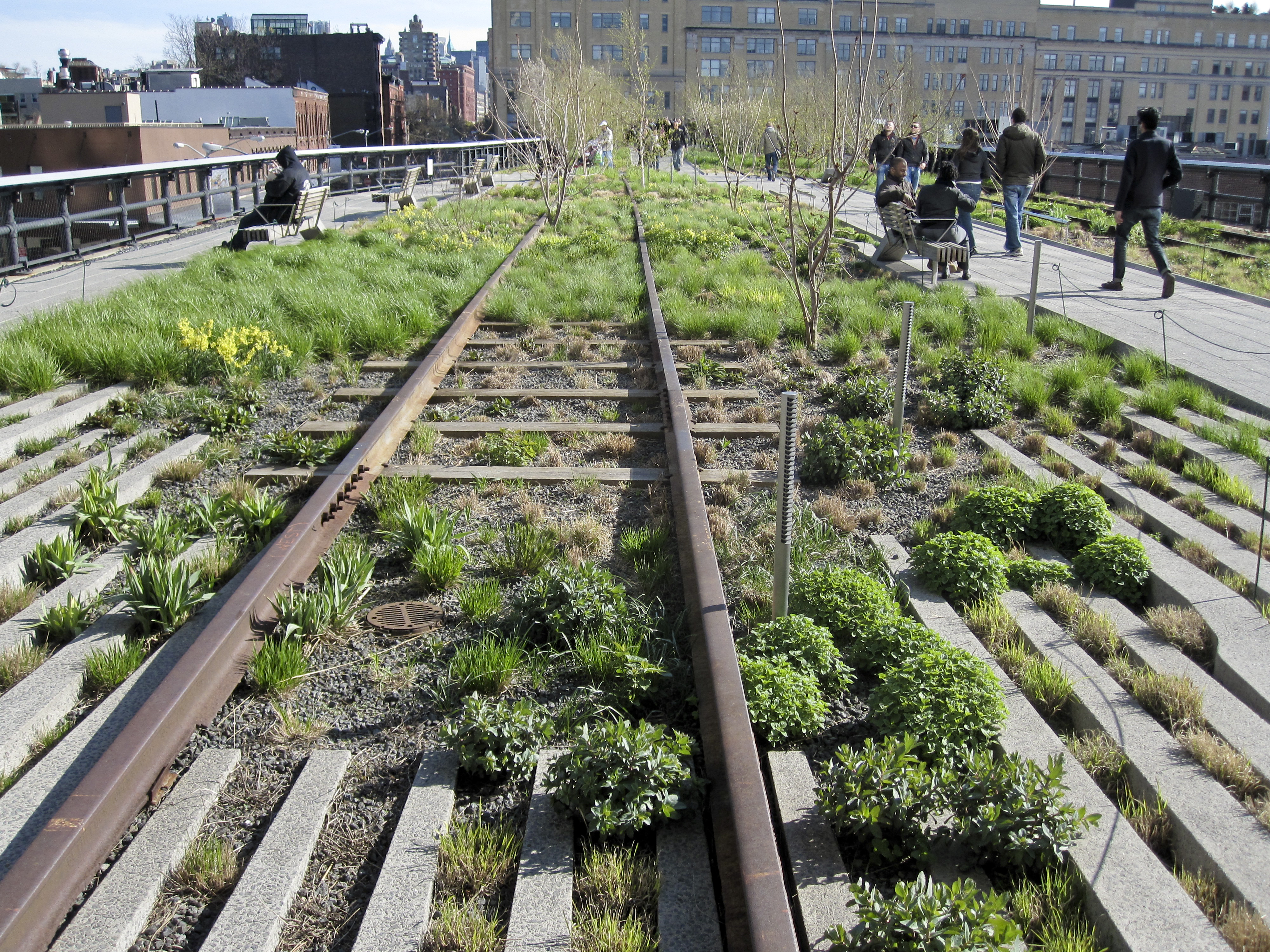
High Line Park, Nueva York

Oudolf está interesado en cómo un jardín funciona como un ecosistema, y cómo las comunidades de plantas naturales pueden ser imitadas en ese entorno. Considera que la apariencia es irrelevante.
También usa setos recortados formales en estilo neo-formalista, que a menudo tienen un acabado ondulado (Hummelo, jardín Thews) y, por lo tanto, son más sueltos. Este estilo ahora es imitado hasta el cansancio. En Hummelo también plantó pilares de tejo podado, en el jardín de Boon, grandes bloques de tejos cortados con precisión. Roy Strong llamó a este estilo "barroco incómodo para el viento".

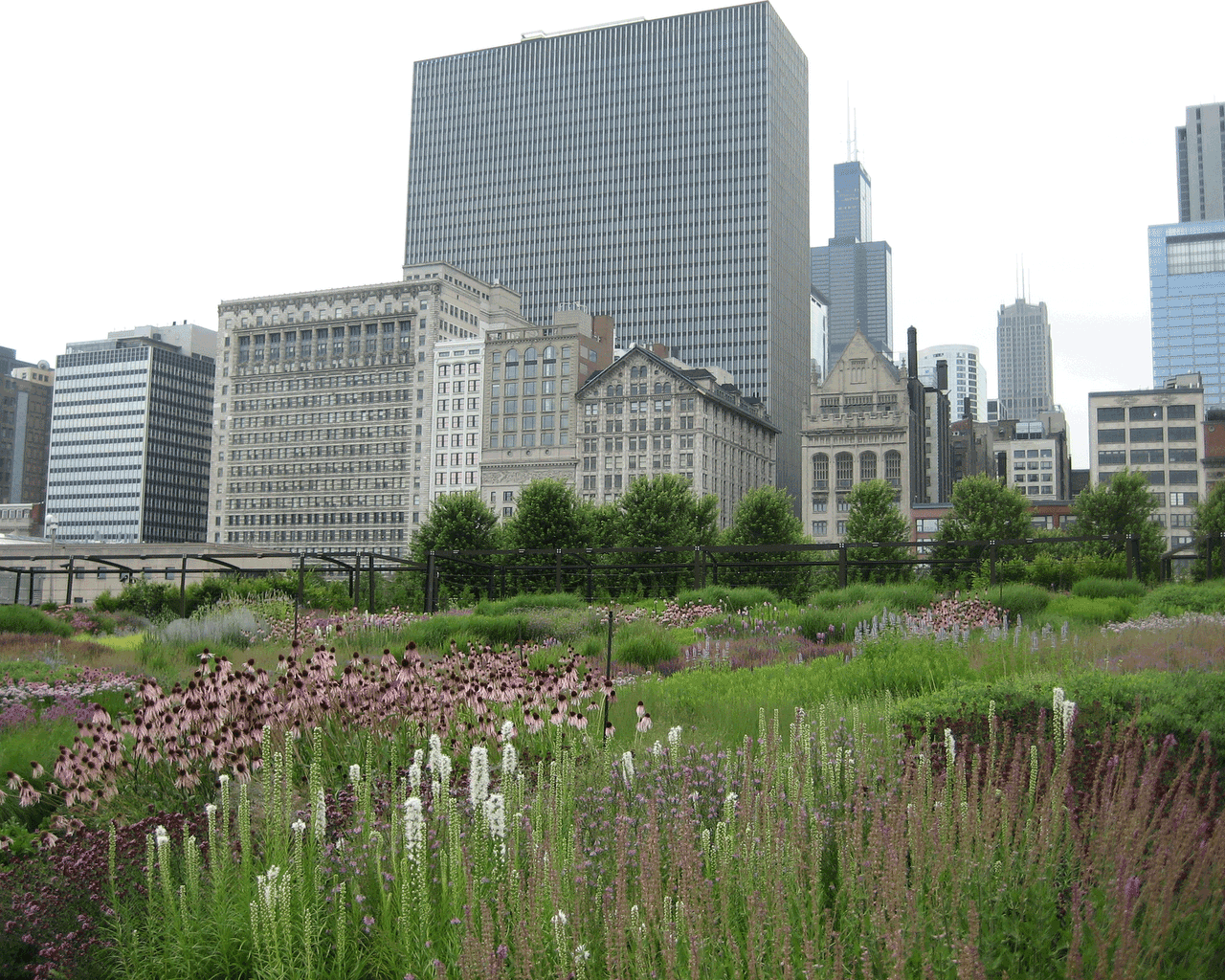
Lurie Gardens, Chicago

Su primer jardín inglés fue creado en 1996 en Bury Court, en el norte de Hampshire, como un jardín de exposiciones de John Cokes, el vivero de Green Farm Plants. La firma debe mostrar a los clientes la variedad de plantas ofrecidas y sus usos. Esto hace que el jardín sea poco común para Oudolf, ya que contiene muchas más especies de las que usualmente usa en sus trabajos recientes. El jardín contiene un estanque y un pequeño jardín de grava. El jardín era inusual para las condiciones inglesas, ya que contenía una gran cantidad de hierbas: miscanthus, y el pasto Stipa gigantea. Tim Richardson indica que marca el momento en que la fijación del modernismo fue suavizada por el atractivo de las zonas de flores grandes y la sensibilidad naturalista, mientras que la tradición del jardín romántico fue atacada. El jardín se convirtió en un imán para los ingleses que estaban interesados en el diseño moderno de jardines. El vivero se cerró en 2004, desde entonces el jardín está abierto al público solo unos días al año.
La mayoría de los jardines de Oudolf se encuentran en la zona climática de influencia marítima de Europa occidental y los Estados Unidos. Sin embargo, también ha creado jardines mediterráneos, como un jardín en Barcelona (2007), donde trabajó principalmente con cipreses y hierbas. Noel Kingsbury ve esto como la largamente atrasada introducción de los jardines modernos en el Mediterráneo, donde todavía predomina el "neoclasicismo obsoleto".
Buena parte de su dominio de la plantas viene por su experiencia como viverista, y ha dado el nombre a más de 70 plantas.
Trabajando principalmente con variedades de  plantas herbáceas perennes Oudolf prioriza el ciclo de vida estacional de una planta sobre las consideraciones decorativas como la flor o el color. Dice: “Un jardín es emocionante para mí cuando se ve bien a través del año, no sólo en un momento particular, quiero que sea interesante en todo tipo de clima, en principios de primavera y finales de otoño. Para Oudolf un jardín no es un paisaje que se mira, sino un proceso dinámico que siempre está cambiando. Usa sobre todo especies autóctonas, silvestres, hace un estudio de la flora circundante o adaptada y favorece la vida animal, y diferenciar el paso de las estaciones.
Algunas de las herbáceas favoritas de Piet Oudolf son la Nigella arvensis, Cleome hassleriana, Peucedanum verticillare y Digitalis parviflora.
Encontró que al trabajar con un grupo podía comunicar sus ideas y llevarlas a un público más amplio. El trabajo público, y en particular el diseño de plantaciones, es siempre más exigente porque una vez que un jardín es plantado, el futuro éxito y  su durabilidad esta entonces enteramente en manos  de las personas que lo mantienen. Además, una estética informal, que se inspira en la naturaleza, no es algo fácil de mantener. La naturaleza por su mismo orden se basa en la competencia -y, en cierto grado, en el caos- y es por eso que ha encontrado más fácil formalizar las plantaciones públicas.
Su fama se consolidó con el diseño de la vía verde de Nueva York, sobre la antigua línea ferroviaria elevada que se construyó en los años treinta en el lado oeste de Manhattan, el High Line. El recorrido actual tiene una longitud de unos dos kilómetros, en los que se puede caminar, tomar algo en los puestos del recorrido o descansar en los bancos. El High Line Elevated Park es desde su creación, es una de las visitas imprescindibles de Nueva York.

## Recepción

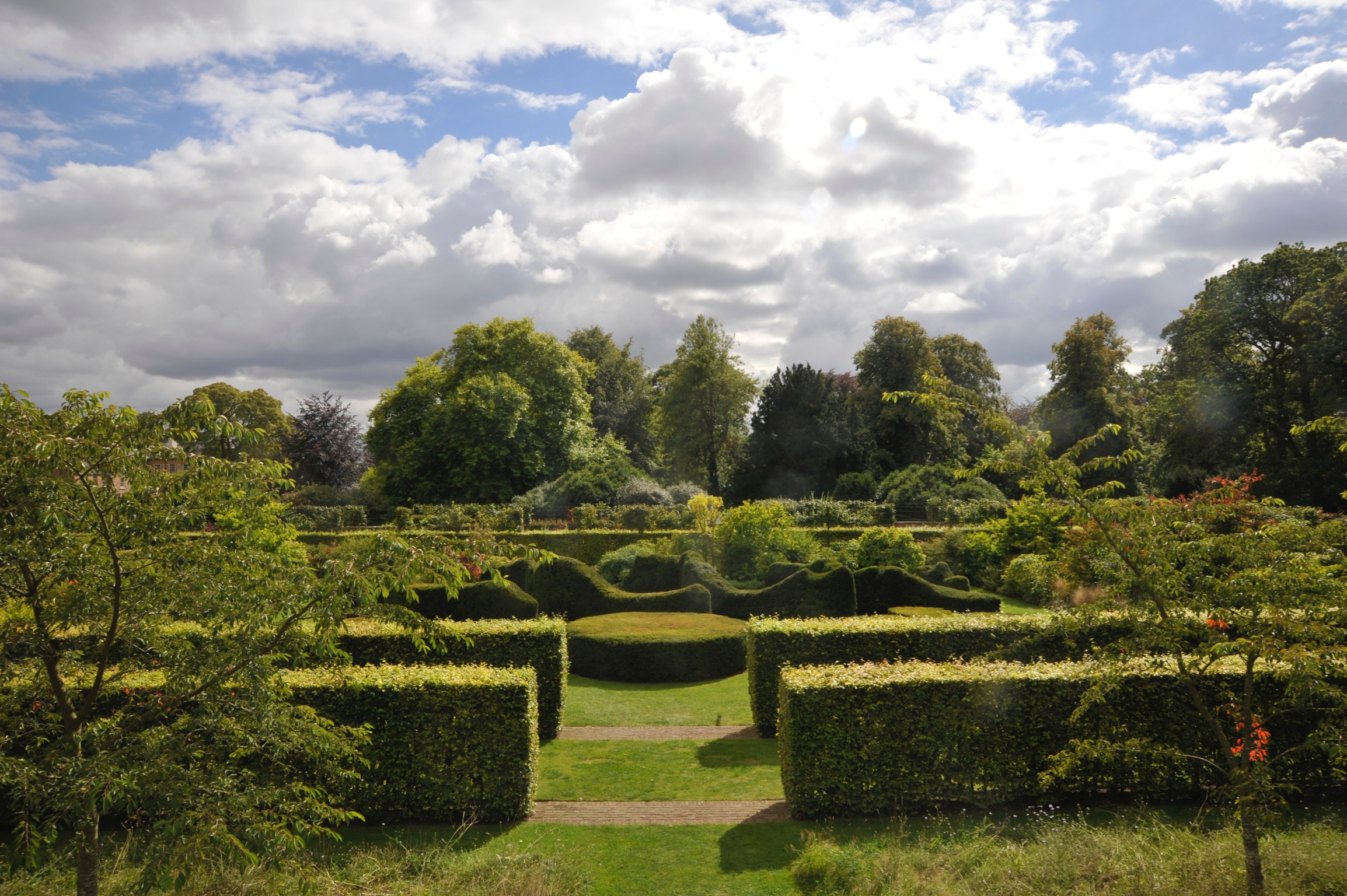
Jardín de Scampston, Inglaterra

En el mundo de habla inglesa, Oudolf fue principalmente a través del libro Diseñando con plantas, cuyo texto es en gran parte conocido por el escritor de jardines británico Noel Kingsbury. El historiador y conservador Robin Lane Fox, sin embargo, compara el estilo de Oudolf con los márgenes de las carreteras y lo encuentra adecuado solo para terrenos baldíos industriales. Hay muy pocas plantas con flores presentes, y no proporciona belleza. The Wall Street Journal lo llamó la estrella de rock entre los diseñadores de jardines.
Para el diseñador de jardines Thomas Rainer, la nostalgia es el elemento definitorio en el diseño de los jardines de Oudolf. John Brookes le clasifica, junto con Henk Gerritsen, Ton ter Linden, Penélope Hobhouse, Nori y Sandra Papa como "coloristas", cuyos jardines captan la atención través de las preocupaciones por las combinaciones de tintes vegetales ambientales", a menudo hasta la exclusión de todas las demás características de las plantas tales como la forma, la forma de la hoja, la estructura de la hoja, la fruta y los aspectos estacionales ". Brookes cree que este estilo no es adecuado para Inglaterra. Se hizo popular principalmente por los fotógrafos, pero es difícil de imitar para el jardinero promedio.

## Libros
Entre sus libros hay que señalar:
- “Cultivar un huerto con hierbas” (1998),con Michael King y Beth Chatto
- “Plantas de ensueño para el jardín natural” (2000), con Henk Gerritsen
- “Plantación de un jardín natural” (2003), con Henk Gerritsen
- “Diseño con plantas” (1999), con Noel Kingsbury
- “Diseño de plantación: jardines en el tiempo y el Espacio” (2005), con Noel Kingsbury
- “Paisajes en paisajes” (2011)
- "Plantar: Una nueva perspectiva"

Sus libros se caracterizan por el suministro de información al profesional y el aficionado por igual.

## Jardines

### Alemania
- Bad Driburg
- Las plantas perennes y Gräsergärten en Maximilianpark Hamm
- La BernePark, Bottrop-Ebel, junto con el estudio de Arquitectura de David Terfrüchte.[22]

### República De Irlanda
- Country Cork Garden, 5500 m²

### Italia
- Il Giardino delle Vergini, Venecia 2010, más de 2000 m², junto con Kazuyo Sejima

### Países Bajos
- Boon Garten, Oostzaan, 2000, 2500 m²
- Hesmerg Garten, Sneek, 350 m².
- Privatgarten en Hummelo, ab 1982, 10.000 m².[23]
- Mahlerplein, Ámsterdam
- van-Abe Museum, Eindhoven
- Witteveen Garten, Róterdam

### Suecia
- Parque de la ciudad, en Enköping 1996-2003, 4000 m²
- Perennparken en Skärholm, Estocolmo 2012, 7500 m², con Stefan Mattson de Svenska Bostäder

### Estados Unidos
- High Line. Nueva York
- Garden of remembrance, Battery Park[24]

- Lurie Gardens, Millennium Park, Chicago, una terraza en una azotea[25]

### Reino Unido
- Bury Court, Hampshire 1996-1998
- Scampston Hall, Yorkshire 2004

- Millenium Garden en Pentsthorpe en Fakenham, Norfolk[26]
- Potter's Field Park, Southbank entre Tower Bridge and City Hall, Londres (2007)
- Queen Elizabeth Olympic Park, Londres 2012
- RHS Wisley
- La Serpentine Gallery, Hyde Park, Londres 2012

## Obras
- Mit Michael King: Gardening with Grasses London, Frances Lincoln 1998 (dt.: Neues Gartendesign mit Stauden und Gräsern 2007, ISBN 978-3-8001-4935-3).
- Designing with Plants Timber Press 1999.
- Mit Henk Gerritsen: Planting the Natural Garden Timber Press 2003.
- Mit Noel Kingsbury: Planting Design. Gardens in Time and Space Timber Press 2005 (dt.: Pflanzendesign, neue Ideen für Ihren Garten).
- Mit Henk Gerritsen: Dreamplants for the Natural Garden Frances Lincoln 2011.
- Mit Noel Kingsbury: Landscapes in Landscapes Thames and Hudson, London 2011.
- Mit Noel Kingsbury: Hummelo Monacelli Press 2015, ISBN 978-1580934183

## Premios
- Chelsea Flower Show, con Arne Maynard: Best Garden Award 2002[27]
- Prins Bernhard cultuurfonds Price 2013[28]
- Medalla de oro Veitch conmemorativa de la Royal Horticultural Society[29]
- Honorary Doctor of Letters, University of Sheffield, 2018[30]